# Wilhelm Steffensen
Wilhelm Marius Bakke Steffensen (født 15. oktober 1889 i Ålesund, død 26. juli 1954 smst) var en norsk gymnast, som deltog i OL 1920 i Antwerpen.
Ved legene  i Antwerpen var han med på det norske hold i holdkonkurrencen i fri stil. Her vandt nordmændene sølv med 48,55 point, mens Danmark vandt guld med 51,35 point. Kun de to hold deltog i konkurrencen.